# Istituto dell'autodisciplina pubblicitaria
L'Istituto dell'autodisciplina pubblicitaria (IAP) è un'associazione italiana che dal 1966 opera affinché la comunicazione commerciale sia "onesta, veritiera e corretta" a tutela del pubblico, dei consumatori e delle imprese. Si tratta di un sistema di auto-regolamentazione dell'intero settore pubblicitario - imprese che investono, agenzie che la creano e mezzi che la diffondono.
Le organizzazioni che aderiscono si impegnano a rispettare le norme contenute nel Codice di autodisciplina della comunicazione commerciale redatto dall'IAP stessa.

## Storia
I primi tentativi di autodisciplina pubblicitaria in Italia furono rappresentati dal "Codice morale della pubblicità" emanato dall'UPA nel 1951 e dall'analogo codice emanato l'anno dopo dalla Federazione italiana della pubblicità. Tuttavia, essendo ciascuno espressione di una sola componente del mondo pubblicitario, questi codici ebbero scarsa applicazione.
In occasione del VII Congresso Nazionale della Pubblicità del 1963 le organizzazioni esponenziali delle diverse categorie coinvolte nella pubblicità decisero di emanare un codice unitario e a tal fine costituirono un Comitato permanente di collegamento.
Il Codice di autodisciplina pubblicitaria fu promulgato il 12 maggio 1966. Fra il 1966 e il 1971 l'ente che si occupava dell'attuazione dell'autodisciplina fu il "Comitato Interfederale della Pubblicità", formato dall'UPA, dalla FIP, dalla FIEG e dalla RAI.
Nel 1971 ebbe luogo il primo aggiornamento del Codice e il Comitato gestore si trasformò in "Confederazione Generale Italiana della Pubblicità", cui aderivano i quattro membri del precedente Comitato, più la Federpro. Nel primo decennio del Codice, tuttavia, l'attività dell'autodisciplina pubblicitaria era ancora modesta: circa quindici casi all'anno.
Infine, nel 1977 venne fondato l'attuale Istituto dell'Autodisciplina Pubblicitaria, di cui erano membri inizialmente solo UPA, FIEG, RAI, Federpro, Sipra e Opus Proclama.

## Struttura
I soci dell'istituto sono aumentati negli anni. Sono le associazioni di inserzionisti (a partire dall'UPA), le organizzazioni delle agenzie pubblicitarie (a cominciare dall'Assocom), le associazioni delle concessionarie (come FCP e AAPI), gli editori e le loro federazioni (FIEG),  RAI e poi anche Mediaset.

## Scopo e attività
- L'Istituto ha lo scopo di promuovere la verità e la correttezza della comunicazione commerciale ed opera affinché la stessa venga realizzata nell'interesse generale.
- L'Istituto provvede all'emanazione e alle revisioni del codice di autodisciplina della comunicazione commerciale. Provvede inoltre alla costituzione degli Organi incaricati dell'applicazione del Codice stesso, che operano e giudicano in completa indipendenza dall'Istituto.
- L'Istituto è membro dell'EASA - European Advertising Standards Alliance, associazione internazionale avente sede a Bruxelles che raggruppa tutti gli organismi autodisciplinari europei ed extra-europei.

## Codice di autodisciplina
Il Codice di autodisciplina ha lo scopo di assicurare che la comunicazione commerciale venga realizzata come servizio per il pubblico, con speciale riguardo alla sua influenza sul consumatore.
L'insieme delle sue regole, esprimendo il costume cui deve uniformarsi l'attività di comunicazione, costituisce la base normativa per l'autodisciplina della comunicazione commerciale. Le norme del Codice vengono periodicamente aggiornate ed adattate in relazione all'evoluzione della società e delle tecniche di comunicazione.
Art. 1 - Lealtà della comunicazione commerciale 

La comunicazione commerciale deve essere onesta, veritiera e corretta. 

Essa deve evitare tutto ciò che possa screditarla.

## La procedura d'infrazione
I singoli consumatori, come le loro associazioni, possono gratuitamente segnalare al Comitato di Controllo la comunicazione commerciale ritenuta non conforme alle norme del Codice di Autodisciplina, compilando ed inviando un modulo disponibile sul sito dello IAP. Ricevuta la segnalazione ed esaminato il caso, il Comitato può decidere di chiedere all'inserzionista del messaggio di fornire documentazione per dimostrare la verità delle affermazioni, descrizioni e dati in esso contenuti.
Se l'esito della verifica non è positivo, il Comitato di Controllo può assumere diverse decisioni:
- per lievi inadempienze può invitare l'inserzionista a modificare rapidamente il messaggio;
- se il messaggio risulta palesemente scorretto può emettere un provvedimento, ingiunzione di desistenza, per bloccarne la diffusione. L'ingiunzione ha efficacia immediata in via provvisoria, e definitiva dopo 10 giorni (termine non prorogabile concesso per presentare motivata opposizione al Comitato di Controllo). Se l'opposizione è proposta nel termine stabilito ed è motivata, l'ingiunzione viene momentaneamente sospesa. Il Presidente del Comitato di Controllo può decidere, sentito il Comitato, di revocare l'ingiunzione e di archiviare il caso, dandone atto alle parti stesse. Qualora invece il Comitato di Controllo ritenga non convincenti le ragioni dell'opposizione, gli atti vengono trasmessi al Presidente del Giurì con la relativa motivazione. Se pure questi giudica non convincenti le ragioni dell'opposizione, restituisce gli atti al Presidente del Comitato di Controllo e l'ingiunzione acquista efficacia di decisione. Se invece ritiene opportuna una decisione del Giurì, convoca le parti per la discussione della vertenza entro il termine più breve possibile; durante questo periodo l'ingiunzione si considera revocata.
- nei casi più complessi può proporre una istanza al Giurì.

Il caso può essere invece immediatamente archiviato quando:
- il messaggio non si presenta in contrasto con il Codice di Autodisciplina;
- i profili segnalati non attengono alla tutela dei cittadini-consumatori, ma sono di preminente interesse concorrenziale;
- né l'inserzionista né il mezzo che ha diffuso la comunicazione commerciale aderiscono al sistema autodisciplinare.

Tutte le segnalazioni ricevono risposta.
Nell'ambito di un'attività commerciale, chiunque ritenga di subire un pregiudizio da una comunicazione commerciale contraria al Codice di autodisciplina può presentare istanza scritta al Giurì nei confronti di chi, avendo accettato il Codice in una delle forme previste (adesione, clausola di accettazione), abbia diffuso comunicazioni commerciali ritenute scorrette. Una volta ricevuta l'istanza il presidente del Giurì nomina fra i membri del Giurì un relatore e, qualora il caso lo richieda, il consulente tecnico, esperto nella materia del contendere. Dispone la comunicazione degli atti alle parti convenute assegnando loro un termine per il deposito delle rispettive deduzioni e di eventuali documenti, e convoca le parti entro il termine più breve possibile per la discussione orale.
Alla discussione partecipano le parti, che possono farsi assistere e rappresentare da legali e consulenti, un rappresentante del comitato di controllo e il consulente tecnico, se designato. 
Esaurita la discussione, il Giurì si ritira in camera di consiglio ed emette la sua decisione, comunicando immediatamente il dispositivo alle parti. Quando la decisione stabilisce che la comunicazione commerciale esaminata non è conforme alle norme del Codice di Autodisciplina, il Giurì ne ordina la cessazione.
Il dispositivo, quando opportuno, fornisce precisazioni sugli elementi riprovati. Le decisioni del Giurì sono definitive.

## Rapporti con l'ordinamento statuale
I sistemi di autodisciplina pubblicitaria vengono guardati con favore dall'Unione europea. La direttiva n. 450/84 sulla pubblicità ingannevole precisa che i controlli volontari esercitati da organismi autonomi per eliminare la pubblicità ingannevole possono evitare azioni giudiziarie o ricorsi amministrativi e devono quindi essere incoraggiati.
Successivamente la direttiva n. 29/05 sulla pubblicità ingannevole e comparativa afferma che "È opportuno prevedere un ruolo per i codici di condotta che consenta ai professionisti di applicare in modo efficace i principi della presente direttiva in specifici settori economici. Il controllo esercitato dai titolari dei codici a livello nazionale o comunitario per l'eliminazione delle pratiche commerciali sleali può evitare la necessità di esperire azioni giudiziarie o amministrative e dovrebbe pertanto essere incoraggiato."
Sulla base di questo riconoscimento europeo, in Italia il Codice del consumo contiene una norma che riconosce formalmente l'esistenza degli organismi volontari e autonomi di autodisciplina e prevede la possibilità di chiedere, tra l'altro, la sospensione del procedimento innanzi all'Autorità in attesa della pronuncia dell'organismo di autodisciplina.
L'Istituto dell'autodisciplina pubblicitaria nel campo della comunicazione commerciale si pone come una sorta di comunità necessaria di tutti quei soggetti a vario titolo interessati al controllo dei contenuti della comunicazione commerciale. È diventato, pertanto, interlocutore naturale dell'Autorità garante della concorrenza e del mercato.Il valore dell'autodisciplina pubblicitaria italiana è riconosciuto anche da numerose decisioni degli organi giurisdizionali statali, ad esempio una sentenza della Corte di cassazione ha individuato nelle regole contenute nel Codice IAP il valore di parametri di valutazione della correttezza e della deontologia professionale, aventi la capacità di adeguare il principio di correttezza professionale all'evoluzione delle esigenze dell'attività imprenditoriale.
Accanto ai riconoscimenti formali dell'Autodisciplina sia a livello comunitario che nazionale, va tenuto presente il Protocollo di Intesa tra il Dipartimento per le pari opportunità e l'Istituto dell'autodisciplina pubblicitaria in relazione alla comunicazione commerciale con contenuti di genere, cui ha fatto seguito il protocollo di intesa sottoscritto con l'ANCI (Associazione nazionale comuni italiani) volto a indurre gli inserzionisti pubblicitari che utilizzino le affissioni locali ad adottare modelli di comunicazione commerciale ispirati al rispetto della dignità della donna e del principio di pari opportunità e il protocollo di intesa siglato con l'Autorità garante per l'infanzia e l'adolescenza per favorire una comunicazione commerciale ancora più attenta ai bambini.